# Ourapteryx rhabota
Ourapteryx rhabota là một loài bướm đêm trong họ Geometridae.